# Ultimate Mortal Kombat 3
Ultimate Mortal Kombat 3 (abreviado UMK3) es el cuarto juego de la saga, aunque solo es la actualización de la tercera entrega, el cual fue lanzado para Arcade por Midway Games en 1995.
Esta versión presentó nuevos luchadores, escenarios, códigos, personajes ocultos y modos de juego. Esta versión de Mortal Kombat 3 fue posiblemente la versión que Midway quería embarcar inicialmente pero que no tuvo tiempo de producción suficiente.

## Elementos del juego
- Combos: El sistema incluía una barra que presentaba el número de golpes dados y el daño causado.
- Poderes: Se aplicó un mayor número de arsenal y movimientos más llamativos, a la vez se incluían en la barra de combos como golpes.
- Cambios de escenario: En algunos escenarios, al realizar el uppercut, se puede atravesar el techo con el oponente y cambiar a un escenario completamente diferente.
- Pantalla de Presentación: La secuencia de entrada solo tenía función estética.
- Finish: Muestra el mismo modelo de Mortal Kombat 3.
- Flawless Victory: El término se siguió aplicando.
- Modo Torneo: Poseía el mismo sistema del primer juego.
- Tablas del Destino: Columna donde se presentaban oponentes que se debía enfrentar para ganar el juego, se dívidia en cuatro niveles de dificultad: Novato, Guerreros, Maestros y Campeones. En MK3 solo están las primeras tres dificultades.
- Fatality: Movimiento de remate por el cual uno podía matar a su oponente, cada jugador poseía dos.
- Stage Fatality: Movimiento de remate por el cual uno podía hacer que el escenario mismo aniquilara al oponente (solo en unos escenarios).
- Friendship: Movimiento de remate por el cual se hacía amistad con el oponente mediante una rutina humorística.
- Babality: Movimiento de remate por el cual se convertía en bebé al oponente.
- Animality: Movimiento de remate por el cual se convertía en un animal de llamativos colores y se devoraba al oponente.
- Mercy: Movimiento de remate por el cual el oponente es perdonado y revive con el 25% de la vida. En las versiones de Mega Drive y Super Nintendo está la Brutality (la cual no requiere Mercy) en vez de la Animality. La versión de SNES aún conserva la Mercy.
- Marco de Espejos: Poseía el mismo sistema del primer juego.
- Personajes ocultos: Personajes solo accesibles mediante los Tesoros de Shao Kahn o claves en el cuadro de selección.
- Sangre: Fluido que cada jugador brotaba por cada golpe certero y era de tres clases: roja para los humanos, violeta para los androides y verde para los humanoides.
- Toasty: Grito que aparecía en el juego cuando Scorpion ejecutaba Fatality de Cráneo Incendiario y cuando se lanzaba un puño superior, era acompañado por el rostro del actor Dan Forden.
- Frosty: Grito que aparecía en el juego cuando Sub-Zero ejecutaba alguno de sus movimientos de congelación y cuando dice DANGER debajo de la barra de vida.
- Crispy: Grito que aparecía en el juego cuando el oponente moría tras una calcinación.
- Kombat Kodes: Seis dígitos que aparecían en la pantalla de versus y tras una combinación de ellos obtenías batallas con personajes secretos, cambio de la modalidad del juego o frases, estos son los iconos de Mortal Kombat II. Los diez símbolos son: Logo del Dragón, Mortal Kombat, Mortal Kombat II, Mortal Kombat 3, Incógnita, Trueno, Raiden, Ying-Yang, Goro y Cráneo.
- Kool Stuff: Menú secreto el cual contenía la activación de un minijuego, aumento de vidas, aumento del tiempo del Finish, la activación de pausa, etc.
- Kooler Stuff: Menú secreto el cual contenía la habilitación de Smoke y Motaro, habilitación de movimientos, que los Fatality se ejecutaran con un solo botón, etc.
- Scott Stuff: Menú secreto el cual contenía la habilitación de Shao Kahn, switcheroo, deshabilitación de movimientos, etc.
- Psycho Kombat: Combate a oscuras y con los personajes cambiando al azar.

- Randper Kombat: Combate por el cual los personajes cambian al azar.
- Invasores del Espacio: Modalidad que simulaba aquellos juegos de naves espaciales con gráficos pobres y con sonidos estrepitosos.
- Tesoros de Shao Kahn: Pantalla de bono que aparecía al terminar el juego, seguía el mismo sistema de los Kombat Kodes y al introducir el código necesario se obtenía un tesoro como la bíografía de los personajes, actores, batallas con personajes secretos o sus demostraciones.
- Demostración Suprema: Al igual que las demás demostraciones obtenidas en los Tesoros de Shao Kahn, esta incluye todos los movimientos de remate.

## Historia
Tras el Torneo de Outworld, Shao Kahn tiene planeado cual va ser su próximo movimiento, resucitar a su reina Sindel en Earhtrealm (Reino de la Tierra), para reclamarla y acceder al Earhtrealm.
Al hacer esto, Kahn cruza los portales dimensionales, con sus guerreros y hechiceros, e inicia la Invasión del Outworld a la Tierra.
Shao Kahn arrasa Earhtrealm y toma toda alma humana como suya, pero hay almas que él no puede tomar, las que le pertenecen a los guerreros elegidos que representan a Earhtrealm en Mortal Kombat.
Shao Kahn forma grupos de exterminio conformados por legiones de Centauros, los cuales tienen la misión de aniquilarlos, sus primeras víctimas han sido supuestamente dadas por muertas.
Pero ante este panorama los guerreros elegidos de Earhtrealm no se encuentran solos... la Princesa Kitana se une a ellos para que la Tierra no corra la misma suerte de Edenia. Ahora tú debes ayudar a la Princesa Kitana y liberar a la Tierra de las tropas de Shao Kahn.

## Personajes
La plantilla consta de 27 peleadores de los cuales dos no son jugables. Los personajes en negrita debutan en la serie.
| Plantilla                                               | Plantilla                                       | Plantilla                                               | Plantilla                                          | Plantilla                                           | Plantilla            |
| ------------------------------------------------------- | ----------------------------------------------- | ------------------------------------------------------- | -------------------------------------------------- | --------------------------------------------------- | -------------------- |
| - Classic Sub-Zero - Cyrax - Ermac - Human Smoke - Jade | - Jax Briggs - Kabal - Kano - Kitana - Kung Lao | - Liu Kang - Mileena - Motaro - Nightwolf - Noob Saibot | - Rain - Reptile - Scorpion - Sektor - Shang Tsung | - Shao Kahn - Sheeva - Sindel - Smoke - Sonya Blade | - Stryker - Sub-Zero |

1. 1 2 3 4  Desbloqueables.
2. 1 2  Jefe. Personaje no jugable.
3. 1 2  Exclusivos para consolas.
4. ↑  No disponible en Super Nintendo y Genesis.

## Escenarios
- El Desierto de Jade (Jade's Desert): Un desierto con miles de dunas, la arena es opaca y es de día, un campo con el logo del Dragón, al fondo se observa a Cyrax, retorciéndose mientras yace enterrado.
- El Subterráneo (The Subway): Estación púrpura de trenes, grietas y pilares de piedra, un asiento de acero que es enfocada por una luz fluoresecnte parpadeante, un gran riel y un letrero con la estación Boon / Tobias. Posee un Stage Fatality por el cual se puede arrojar al oponente atrás del escenario para ser arrollado por un tren.
- La Calle (The Street): Ciudad desolada, hay papeles revoloteando en el aire, un basurero con calcomanías, faroles, una ciudad de noche, y el castillo de Shao Kahn con el Portal abierto. En la versión arcade se puede cambiar a este escenario desde The Subway
- El Cementerio (The Graveyard): Un mausoleo, árboles de una gran temática de horror, la luna llena de una noche sombría, unas lápidas donde están escritas los nombres de los productores y en cada extremo unos mausoleos y al fondo una misteriosa casa con la luz encendida. No aparece en la versión de Mega Drive.
- El Banco (The Bank): Una estructura de piedra, el logo del dragón estampado en el suelo, dos luces que lo alumbran, dos columnas de mármol y por una ventana se da la vista de la ciudad y el castillo de Shao Kahn.
- La Terraza (The Rooftop): Un mirador, el logo del dragón estampado, dos estatuas de demonios acompañan al logo, en cada extremo hay una gigantesca escultura de demonios alados, la mírada al castillo de Shao Kahn y el portal. Se puede cambiar a este escenario desde The Bank
- La Fuente de Agua (The Waterfront): Un muelle, por tanto una gran cantidad de agua, cajones; lo más destacable es el pasaje de la ciudad, uno de día con el sol que refleja, y otra de noche con un cielo claro.
- El Puente (The Bridge): Un pasaje de la ciudad, edificios acumulados, faroles alrededores de columnas, papeles revoloteados, hay rejillas en las aceras, un cielo de ocaso y nubes negras. No aparece en la versión de Mega Drive.
- La Torre de Shao Kahn (The Belltower): Estructura de madera, columnas de madera, hay paramanos, se contrasta con paredes de piedra, una luna llena en el cielo de noche. Posee un Stage Fatality por él cual se envía al oponente hacia abajo de la torre, rompiendo los pisos de madera en su caída hasta ser atravesado por unas estacas.
- Scislac Busorez (El Portal Azul): Un puente espinoso, lo más destacable es el gigantesco portal oscuro y azul que se mueve en diversas direcciones, el puente está algo desgastado, el nombre del portal (Scislac Busorez) tiene el nombre volteado, los resultados dan, Classic Sub-zero.
- El Templo (The Temple): Un santuario con alusiones a demonios y cuerpos de cadáveres, el logo del dragón plasmado en la vidrería, antorchas y un altar de piedra, hay grandes velas en la vista frontal. En la versión de Mega Drive no hay velas.
- La Caverna de las Almas (Soul Chamber): Un espacio recóndito, oscuro, con púas por todas partes, grandes estructuras desconocidas en lo alto, unos cráneos gigantes rodeando, uno de ellos alumbra con un flujo de poder todo el escenario.
- La Guarida de Scorpion (Scorpion's Lair): Un mismo infierno, columnas espectrales y con puentes de mismo modelo, caracterizada por su matiz rojo y el lago de lava que yace en el centro. Posee un Stage Fatality en donde se envía al oponente cruzando el techo y dejándolo caer en el lago de lava para que su cuerpo se consuma.
- La Cueva (The Cave): Un salón con telones oscuros y grandes escalinatas, la estatua de una gárgola o demonio en el centro, dos parantes con una luz incandescente, en el centro permanece un trono donde permanece con una expresión de aburrimiento Shao Kahn. Se puede cambiar a este escenario desde Scorpion's Lair
- El Balcón (The Balcony): Un calabozo de piedra, con habitaciones y muchos pazadisos, grandes portones, un gran pozo en el centro del cual un brillo verde se denota, en cada extremo hay antorchas y estatuas de Motaro montado sobre unos montículos de piedra.
- El Tercer Pozo (The Pit 3): Interior del castillo, grandes estatuas de demonios con rostros extraños como pilares, un puente espinoso, en cada extremo hay unos tronos. Posee un Stage Fatality por el cual se envía al oponente hasta unas hélices giratorias que lo partirán en miles de pedazos, en la versión de arcade hay una entrada en un extremo del puente.
- El Portal Rojo (The Red Portal): Un puente espinoso, la pantalla de Game Over de fondo. Un escenario secreto obtenido por medio de un Kombat Kode para ganar una batalla contra Human Smoke sin habilitar ningún menú secreto.

## Actores
Los actores de UMK3 fueron:
- Becky Gable: Jade, Kitana, Mileena.
- Brian Glynn: Shao Kahn.
- Eddie Wong: Liu Kang.
- John Parrish: Jax Briggs.
- John Turk: Classic Sub-Zero, Ermac, Human Smoke, Noob Saibot, Rain, Reptile, Scorpion, Shang Tsung, Sub-Zero.
- Kerri Hoskins: Sonya Blade.
- Lia Montelongo: Sindel.
- Michael O´Brien: Stryker.
- Rick Divizio: Kabal, Kano.
- Sal Divita: Cyrax, Nightwolf, Sektor, Smoke.
- Steve Richards: Voz de Shao Kahn.
- Tony Marquez: Kung Lao.

## Ultimate Mortal Kombat (Nintendo DS)
El 27 de junio de 2007, el cocreador de MK, Ed Boon confirmó oficialmente una versión para Nintendo DS titulada Ultimate Mortal Kombat, revelando un informe y nuevas capturas de pantalla en IGN. El juego es una versión perfecta de UMK3, e incluye Wi-Fi y trae el minijuego "Puzzle Kombat" de Mortal Kombat: Deception. Además, se desbloquea a Ermac, Mileena y a Classic Sub-Zero con los Kombat Kodes tradicionales que aparecen en el VS Screen, los personajes permanecen desbloqueados después de reiniciar el juego. Fue lanzado el 12 de noviembre de 2007, y es clasificado 18+ (adultos).

## Versiones disponibles y sus diferencias
- Arcade: La versión con más desenvolvimiento en el mercado, incluía más personajes secretos que eran Mileena, Ermac, el clásico Sub-Zero y Smoke Humano.
- SNES: Incluía a Rain y Noob Saibot, pero carecía de Animality. Se compensó con los Brutalities, solo poseía un personaje secreto, pero Sheeva no aparece en esta versión.
- Mega Drive: Versión similar a la de Super Nintendo, sin embargo esta incluía a todos los personajes como seleccionables, excepto a Sheeva y los jefes finales.
- Sega Saturn: La versión más fiel a la de Arcade.
- Game Boy Advance: En esta consola se llama "Mortal Kombat Advance", es considerada por muchos como una pésima versión del juego por calidad gráfica, jugabilidad y dificultad. Tiene los fatalities alterados. Es el juego de Mortal Kombat peor evaluado con 34% en Game Rankings.
- PlayStation 2: Versión similar a la de arcade, incluido como extra en el Mortal Kombat: Armageddon Premium Edition.
- Xbox 360: Es una emulación de la versión arcade. Se puede ajustar la imagen de pantalla entre 4:3 y 16:9 (ya no disponible). Una segunda versión incluida dentro del recopilatorio llamado Mortal Kombat: Arcade Kollection.
- iPod Touch: Esta última podría considerarse la única versión diferente ya que el juego es en 3D, conservando la lucha tipo scrolling.
- PlayStation 3: Incluido dentro del recopilatorio llamado Mortal Kombat Arcade Kollection.
- Emulador MAME: Este juego, a pesar de haber sido creado en el 1995, aún en el 2025 se sigue jugando, ha perdurado a través del tiempo en el gusto de los jugadores de videojuegos, y al día de hoy ya no se juega en las clásicas plataformas para las que fue creado el juego, sino, a través de diferentes emuladores, el más popular de ellos es el denominado MAME, el cual viene con la posibilidad de jugar en línea con otros jugadores alrededor del mundo, sea a través de un servidor o vía p2p, donde se organizan incluso torneos. En Youtube se pueden encontrar videos donde están los diferentes jugadores debatiendo el título de los diferentes torneos que han realizado en diferentes países del mundo. Entre los mejores de Ultimate Mortal Kombat 3 se encuentran: Marvinrasta, shock y SoulRusher. Últimamente ha habido desarrolladores que han modificado o hackeado el código fuente del juego UMK3, y han creado versiones donde lo han adaptado para jugarse con algunas características de la MK TRILOGY, el juego (rom) para jugar en el emulador MAME, se denomina UMK3 CUP EDITION, también se han creado otras versiones tales como UMK3 PLUS, donde hay una opción para jugar "tag tournament".
- Motor gráfico MUGEN: MUGEN es un motor que permite a cualquier persona crear juegos de lucha 1 vs 1, uno de los juegos más destacados creados con este motor fue Mortal Kombat Project, en este juego se agregaron personajes que también aparecieron en Mortal Kombat Trilogy. Además se incluyó a Hydro, un personaje que era originario de una serie de Cómic de la saga, pero con apariencia cibernética al igual que Cyrax, Sektor y Smoke. Este personaje luego serviría como modelo para la versión robótica de Sub-Zero vista en Mortal Kombat 9.